# TONIGHT (De-LAXの曲)
「TONIGHT」(トゥナイト)は、1992年8月21日にDe-LAXが発表した楽曲、及び同曲を収録したシングル。通算6枚目のシングルである。発売元はフォーライフ・レコード。本作がDe-LAX最後の8cmシングルとなった。

## 概要
- 解散前、最後のシングル。前作「VOICE OF LOVE」から、1年1か月ぶりのリリースとなった。
- シングルのジャケットには、「Tonight」という表記がなされている。また、裏面には、表題曲「TONIGHT」の歌詞の一部「大人と憂鬱と真実向かい合ったね・・・・。」という表記がなされている。

## 収録曲
- 全曲 作詞、編曲:De-LAX

| #         | タイトル        | 作詞      | 作曲     | 時間 |
| --------- | --------------- | --------- | -------- | ---- |
| 1.        | 「TONIGHT」     |           | De-LAX   | 4:19 |
| 2.        | 「SUGAR,SUGAR」 |           | 京極輝男 | 3:59 |
| 合計時間: | 合計時間:       | 合計時間: | 8:18     |      |

## 曲解説
- 全曲 作詞、編曲:De-LAX

1. TONIGHT (4:19)
  - 作曲:De-LAX

PVは、天願大介が撮ったドラマ仕立てとなっている。
また、ビデオ『THE STORY OF De+LAX 1988-1992 5Years×5Lives』には、クレジットの場面で、本楽曲が使用されている。なお、本楽曲は現在も映像化はされていない。
2. SUGAR,SUGAR (3:59)
  - 作曲:京極輝男

この楽曲は、他のどのアルバムにも収録されておらず、本作のみに収録されている。

## 収録アルバム
オリジナルアルバム
- Our Favourite Roads (#1)

ベストアルバム
- THE STORY OF De+LAX 1988-1992 5Years×5Lives (#1)

## 収録映像作品
PV収録
- "20th Anniversary Premium Collection" (#1)

ライブ映像収録
- THE STORY OF De+LAX 1988-1992 5Years×5Lives (#1)